# Контроль якості
Контроль якості продукції — встановлення відповідності продукції та процесів вимогам нормативно-технічної документації, зразкам-еталонам; інформація про перебіг виробничого процесу та підтримання його стабільності; захист підприємства від постачань недоброякісних матеріалів, енергоносіїв та ін.; виявлення дефектної продукції на ранніх етапах; запобігання випуску недоброякісної продукції.

## Технічний контроль якості
Кожний виріб є носієм різних конкретних власностей, що відображають його корисність і відповідають певним потребам людини. Корисність будь-яких речей відбиває їх споживну вартість. Споживна вартість того або іншого товару мусить бути оцінена, тобто визначена його якість. Отже, споживна вартість і якість виробів безпосередньо зв'язані між собою. Проте це не тотожні поняття, оскільки одна і та ж споживна вартість може бути корисною не в однаковій мірі. На відміну від споживної вартості якість продукції характеризує ступінь її придатності для споживання, тобто кількісну сторону суспільної споживної вартості.

### Контроль якості нафтопродуктів на АЗК
Контроль якості нафтопродуктів на кожному автозаправочному комплексі (АЗК) регулярно здійснюється, як стаціонарними лабораторіями, так і спеціально створеною мобільною лабораторією.
Проби нафтопродуктів, відібрані на АЗК, аналізуються в лабораторії згідно з галуззю акредитації лабораторії. По результатах аналізу кожного виду пального заповнюється паспорт якості, який зберігається на АЗК у доступному для споживача місці.
Оперативність обміну інформацією щодо якості нафтопродуктів забезпечує спеціально створена інформаційно-аналітична система.

### Контроль якості лікарських засобів
Контроль якості лікарських засобів здійснюється Державною службою України з лікарських засобів. Департамент організації державного контролю якості лікарських засобів

### Контроль якості проекту
Контроль якості включає відстежування певних результатів по проекту для встановлення тою, чи відповідають вони певним стандартам якості, і для визначення шляхів усунення причин незадовільного виконання.

## Систематична оцінка якості продукції
Систематична оцінка якості продукції необхідна для проведення заходів щодо його підвищення, для атестації якості або зняття продукції з виробництва. Відносну характеристику якості продукції, засновану на порівнянні значень показників якості оцінюваної продукції з базовими значеннями відповідних показників, називають рівнем якості продукції. За базові показники приймають показники якості еталонного зразка або декількох зразків найкращих вітчизняних або зарубіжних виробів. Вироби, обрані як еталонні, повинні мати найвищий рівень якості з числа всієї сукупності аналогічних виробів в нашій країні і за кордоном. Необхідно забезпечувати відповідність якості серійно виготовленої продукції якості еталонного зразка. Для оцінки рівня якості продукції в машинобудуванні застосовують диференціальний і комплексний методи.
Диференційний метод оцінки рівня якості полягає в роздільному зіставленні одиничних показників якості аналізованого вироби з аналогічними базовими показниками.